# Кучесфаган (бахш)
Кучесфаган (перс. کوچصفهان) — бахш в Ірані, в шагрестані Решт остану Ґілян. За даними перепису 2006 року, його населення становило 49278 осіб, які проживали у складі 14262 сімей.

## Дегестани
До складу бахша входять такі дегестани:
- Белесбене
- Кенар-Сар
- Лулеман